# Anglófilo

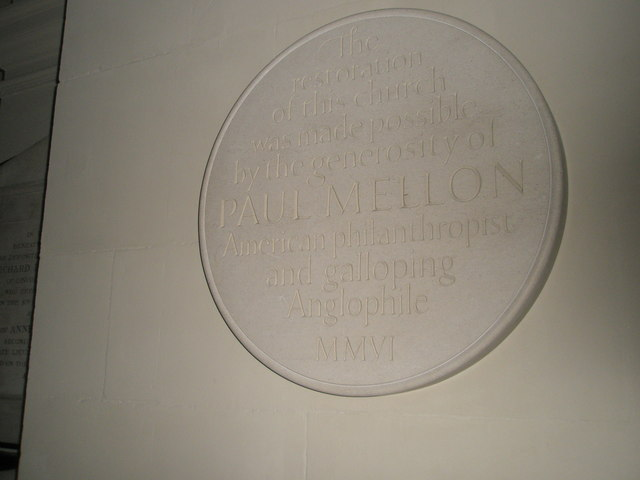
Uma placa em St. George's dedicada a Paul Mellon, um filantropo americano e anglófilo notável

Um anglófilo é uma pessoa que admira ou ama a Inglaterra, seu povo, sua cultura, seu idioma e/ou seus vários sotaques.

## Etimologia
A palavra deriva da palavra latina anglii e da palavra grega antiga φίλος (philos), que significa "amigo". Seu antônimo é anglófobo.

## Histórico

### Visão geral

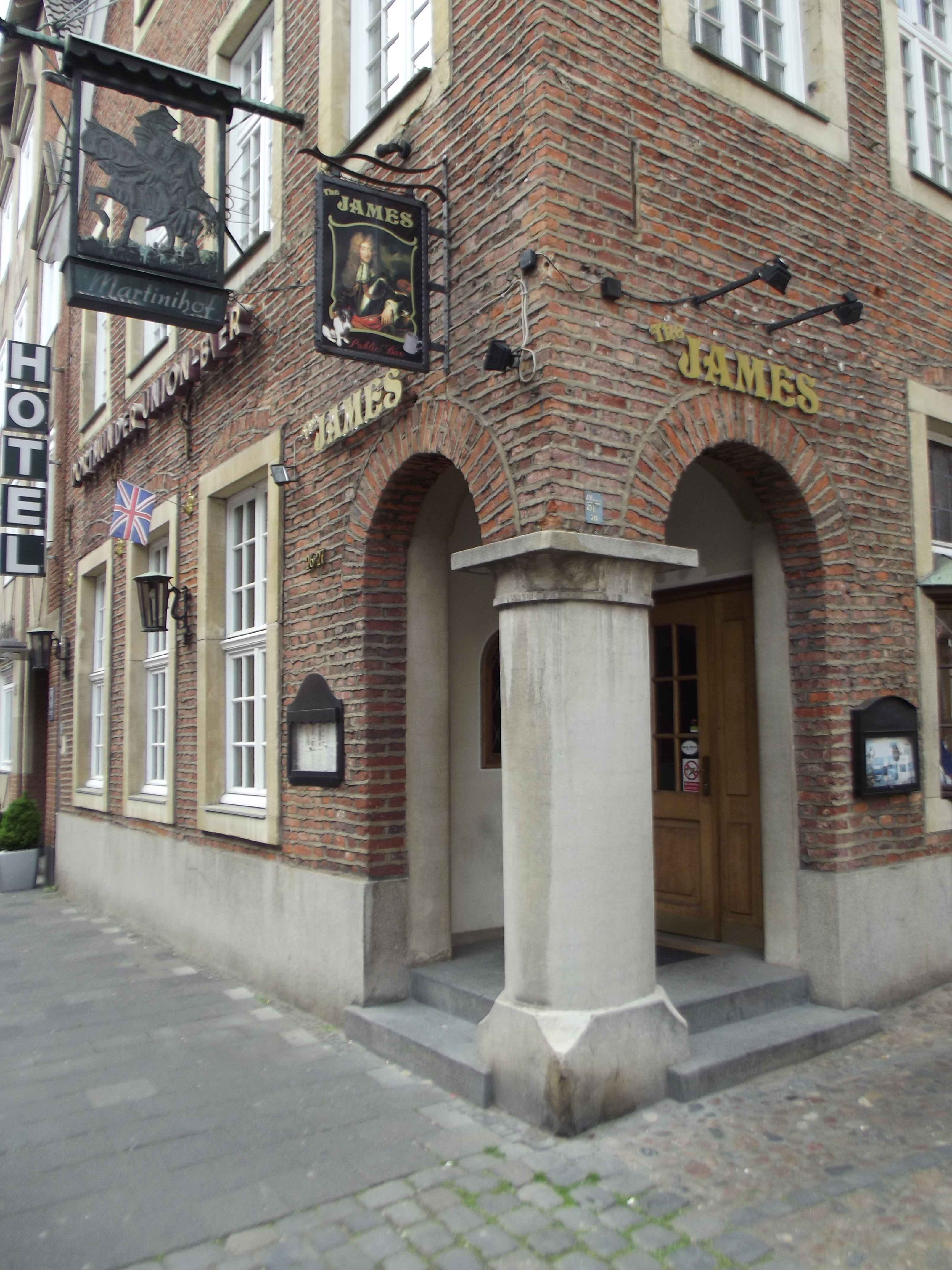
The James, um pub de estilo inglês em Münster, com a bandeira do Reino Unido e o símbolo de James II.

Um dos primeiros usos de anglófilo foi em 1864 por Charles Dickens em All the Year Round, quando ele descreveu a Revue des deux Mondes como "uma publicação avançada e um tanto 'anglófila'".
Em alguns casos, o termo anglófilo representa o apreço de um indivíduo pela história inglesa e pela cultura tradicional inglesa (por exemplo, William Shakespeare, Jane Austen, Samuel Johnson, Gilbert e Sullivan). A anglofilia também pode ser caracterizada pelo gosto pela monarquia britânica e pelo sistema de governo (por exemplo, o sistema parlamentar de Westminster) e outras instituições (por exemplo, o Royal Mail), bem como pela nostalgia do antigo Império Britânico e do sistema de classes inglês. Os anglófilos podem gostar de atores, filmes, programas de TV (como Doctor Who, Downton Abbey, Sherlock, Top Gear e Peaky Blinders), programas de rádio, comédias (como Monty Python), músicos (como The Beatles, The Rolling Stones, Queen, Pink Floyd e Elton John), autores (como William Shakespeare, Charles Dickens, Jane Austen, J.R.R. Tolkien e Arthur Conan Doyle), revistas, designers de moda, carros (como Aston Martin, Rolls-Royce), tradições (por exemplo, a ceia de Natal britânica) ou subculturas.
Os anglófilos podem usar grafias britânicas em vez de grafias americanas em inglês, como colour em vez de color, centre em vez de center e traveller em vez de traveler. O uso de expressões em inglês britânico em conversas casuais e reportagens aumentou recentemente nos Estados Unidos. A tendência, o mal-entendido e o uso indevido dessas expressões pelos estadunidenses se tornaram um tópico de interesse da mídia tanto nos Estados Unidos quanto no Reino Unido. Ben Yagoda, professor de língua inglesa da Universidade de Delaware, afirma que o uso do inglês britânico "se estabeleceu como um fenômeno linguístico que não dá sinais de diminuir".

### Anglomanie
Por volta de 1722, o filósofo francês Voltaire tornou-se um anglófilo. Ele viveu na Grã-Bretanha entre 1726 e 1728. Durante seu tempo lá, Voltaire aprendeu inglês e expressou admiração pela Grã-Bretanha como uma terra onde, ao contrário da França, a censura era livre, as pessoas podiam expressar livremente suas opiniões e os negócios eram considerados uma ocupação respeitável. Voltaire expressou sua anglofilia em suas Cartas Filosóficas, um livro escrito pela primeira vez em inglês e publicado em Londres em 1733, no qual elogiou muito o empirismo britânico como uma forma melhor de pensar. A versão francesa, Lettres philosophiques, foi proibida em 1734 por ser anticlerical, após reclamações da Igreja Católica Romana. O livro foi queimado publicamente em Paris, e o único livreiro disposto a vendê-lo foi enviado para a Bastilha. No entanto, cópias clandestinas das Lettres philosophiques foram impressas por uma gráfica ilegal em Rouen e o livro foi um best-seller na França, desencadeando uma onda do que os franceses logo chamaram de anglomanie.
As Lettres philosophiques apresentaram pela primeira vez aos franceses os escritores e pensadores britânicos, como Jonathan Swift, Isaac Newton e William Shakespeare, que até então eram pouco conhecidos na França. O sucesso das Lettres philosophiques e a consequente onda de anglomanie tornaram tudo o que era inglês uma febre na França, com a comida inglesa, os estilos ingleses e os jardins ingleses sendo especialmente populares. Por fim, a popularidade da anglomanie levou a uma reação adversa, com H. L. Fougeret de Monbron publicando Préservatif contre l'anglomanie ("O antídoto para a anglomania") em 1757, no qual defendia a superioridade da cultura francesa e atacava a democracia britânica como mera "oclocracia ".

### Shakespearomanie

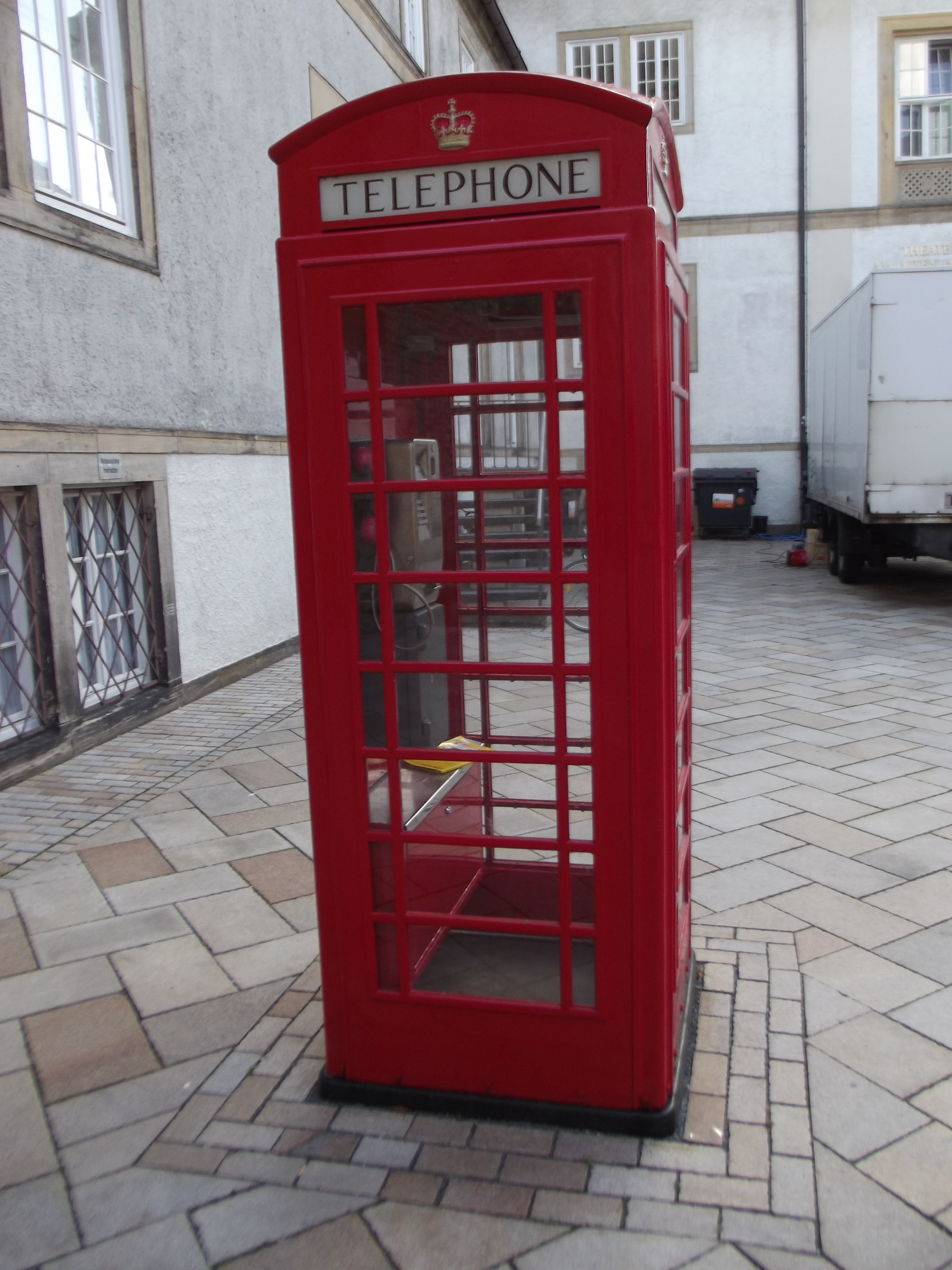
Uma cabine telefônica alemã em Bielefeld, projetada como uma homenagem à tradicional cabine telefônica britânica.

A anglofilia tornou-se popular nos estados alemães no final do século XVIII e início do século XIX, com o público alemão sendo especialmente atraído pela obra de Shakespeare, um fenômeno conhecido na Alemanha como Shakespearomanie. Em 1807, August Wilhelm Schlegel traduziu todas as peças de Shakespeare para o alemão, e a popularidade da tradução de Schlegel foi tão grande que os nacionalistas alemães logo começaram a afirmar que Shakespeare era, na verdade, um dramaturgo alemão que escreveu suas peças em inglês. Atores ingleses visitavam o Sacro Império Romano-Germânico desde o final do século XVI para trabalhar como "violinistas, cantores e malabaristas" e, por meio deles, a obra de Shakespeare se tornou conhecida no Reich. O escritor Johann Wolfgang von Goethe chamou as peças de Shakespeare de "uma feira enorme e animada", o que ele atribuiu ao fato de ele ser inglês, escrevendo "Em toda parte na Inglaterra - cercada pelos mares, envolta em neblina e nuvens, ativa em todas as partes do mundo".
No Reich do século XVIII, os críticos alemães francófilos preferiam as regras do teatro clássico francês, que estabeleciam rigidamente regras precisas de unidades de tempo e lugar, e viam a obra de Shakespeare como uma "confusão". Em um discurso proferido em Frankfurt em 14 de outubro de 1771, Goethe elogiou Shakespeare por liberar sua mente das rígidas regras francesas, dizendo "Shakespeare, meu amigo, se você estivesse conosco hoje, eu só poderia viver com você". Em 1995, o The New York Times observou que: "Shakespeare é um sucesso quase garantido na Alemanha, onde sua obra goza de imensa popularidade há mais de 200 anos. Segundo algumas estimativas, as peças de Shakespeare são representadas com mais frequência na Alemanha do que em qualquer outro lugar do mundo, sem excluir sua terra natal, a Inglaterra. O mercado para suas obras, tanto em inglês quanto em traduções alemãs, parece inesgotável."
Por sua vez, a obsessão alemã por Shakespeare tornou a anglofilia muito popular, com os ingleses sendo elogiados por sua natureza "espontânea", que permitia que as pessoas fossem elas mesmas. O historiador de Osnabrück, Justus Möser, escreveu que a Inglaterra era tudo o que uma Alemanha unificada deveria ser, pois a Grã-Bretanha era uma terra de ordem natural "orgânica", onde a aristocracia respeitava as liberdades do povo e tinha um senso de dever para com a nação.

### "Os cavalheiros perfeitos"
Na França do século XIX, a anglofilia era popular em certos setores, mas não entre o povo francês em geral. O intelectual reacionário católico realista Charles Maurras adotou um ponto de vista virulentamente anglófobo de que a Grã-Bretanha era o "câncer" do mundo que fazia tudo de bom apodrecer, especialmente na França. No entanto, o conservador historiador e crítico de arte francês Hippolyte Taine era um anglófilo que admirava muito a Grã-Bretanha como a terra da ordem aristocrática "civilizada" que, ao mesmo tempo, abraçava a liberdade e o "autogoverno". Em sua juventude, Taine se sentia oprimido pela Igreja Católica, na qual havia sido educado por seus professores no liceu. Ele reclamou que eles o tratavam como "um cavalo entre os eixos de uma carroça".
No entanto, Taine desconfiava das massas, via a Revolução Francesa como o tipo de desastre causado quando as massas irracionais recebiam o poder e afirmava que dar a todos o direito de votar seria como fazer de cada marinheiro o capitão de um navio. Para Taine, a Grã-Bretanha encarnava seu sistema político ideal e combinava as melhores características da ordem e da liberdade. Para Taine, a essência de la grande idée anglaise ("a grande ideia inglesa") era "a persuasão de que o homem era, acima de tudo, uma pessoa livre e moral". Taine atribuía isso ao espírito "hebraico" do povo britânico, que ele via como reflexo da influência do protestantismo, especialmente da Igreja da Inglaterra, que Taine admirava muito. Taine argumentou que, como os britânicos protestantes tinham que se justificar perante Deus, eles precisavam criar regras morais que se aplicavam não apenas aos outros, mas também a eles mesmos, o que criou uma cultura de autocontrole. Taine tinha uma opinião negativa sobre o povo britânico comum, mas respeitava muito os cavalheiros que conhecia em suas viagens à Grã-Bretanha, a quem elogiava por suas qualidades morais.
Taine observou com certa inveja que, na França, o termo gentilhomme se referia apenas a um homem conhecido por seu senso de estilo e elegância e não se referia às qualidades morais do homem. Taine observou que a diferença entre o gentilhomme francês e o gentleman britânico era que este último não só possuía o refinamento e a elegância esperados do gentilhomme, mas também, o que é mais importante, tinha um senso de decência e honra fundamental que o impedia de fazer qualquer coisa desonrosa. Taine acreditava que a razão pela qual os britânicos, mas não os franceses, conseguiam produzir cavalheiros para governar sua nação era que a nobreza britânica era meritocrática e sempre aberta àqueles cujos talentos tinham permissão para ascender, mas a nobreza francesa era exclusiva e muito reacionária. Taine também admirava as escolas públicas como Harrow, Eton e Rugby por sua capacidade de moldar jovens em cavalheiros, mas considerava bárbaros aspectos das escolas públicas como a flagelação e alunos realizarem afazeres para os alunos mais velhos (fagging).
Um francês que foi muito influenciado pela anglofilia de Taine foi o Barão Pierre de Coubertin, que, depois de ler as Notas sobre a Inglaterra de Taine, quis criar escolas para produzir cavalheiros na França. Coubertin estava convencido de que a ênfase dada aos esportes nas escolas públicas inglesas era a chave para produzir cavalheiros e que os jovens franceses precisavam praticar esportes com mais frequência para aprender a ser cavalheiros. Coubertin ficou especialmente fascinado pela ênfase dada aos esportes na Rugby School, que ele estudou com atenção. Coubertin acreditava que a Grã-Bretanha era a nação mais bem-sucedida do mundo, o que se refletia em seu império mundial, e que se os franceses tivessem sido mais parecidos com os britânicos, nunca teriam sido derrotados pelos alemães na Guerra Franco-Prussiana. Assim como Taine, Coubertin admirava a desigualdade do sistema educacional britânico, observando com aprovação que somente as famílias abastadas podiam se dar ao luxo de mandar seus filhos para as escolas públicas: "Vamos renunciar a esse sonho perigoso de uma educação igual para todos e seguir o exemplo do povo [britânico] que entende tão bem a diferença entre democracia e igualdade!"
Depois de ler Tom Brown's School Days, um romance que Coubertin adorava, e os ensaios de Thomas Arnold, Coubertin acreditava que um regime regular de boxe, remo, críquete e futebol, conforme praticado nas escolas públicas britânicas, criaria cavalheiros e "cristãos musculosos" na França, o que Coubertin chamou com admiração de régime Arnoldien (regime Arnoldiano). Coubertin escreveu que, com base na leitura de Tom Brown's School Days, o boxe era a "maneira natural e inglesa de os meninos ingleses resolverem suas brigas". Ele também declarou: "Colocar um sólido par de punhos a serviço de Deus é uma condição para servi-Lo bem".
Depois de conhecer William Ewart Gladstone em 1888, Coubertin lhe perguntou se ele concordava com a afirmação de que o renascimento britânico foi causado pelas reformas educacionais de Arnold. A tese surpreendeu Gladstone, que disse a Coubertin: "Seu ponto de vista é bastante novo, mas... está certo".
Em 1890, Coubertin participou dos Jogos Olímpicos de Wenlock, organizados pelo Dr. William Penny Brookes, a quem Coubertin chamou de "um médico inglês de uma época anterior, romântico e prático ao mesmo tempo". Coubertin ficou encantado com os jogos realizados na vila de Much Wenlock, na zona rural de Shropshire, e disse que isso só era possível na Inglaterra. Coubertin adorava a zona rural inglesa e ficou impressionado com a maneira como os habitantes da vila se orgulhavam de ser de Shropshire e da Grã-Bretanha: "Somente a raça anglo-saxônica conseguiu manter os dois sentimentos [amor à nação e à região] e fortalecer um por meio do outro".
Os jogos de Much Wenlock, realizados em uma imitação consciente dos Jogos Olímpicos da Grécia antiga, inspiraram Coubertin a organizar os primeiros Jogos Olímpicos modernos em Atenas, em 1896.

### "A questão oriental": anglofilia nos Bálcãs
Entre os séculos XIV e XVII, a região dos Bálcãs na Europa foi conquistada pelo Império Otomano. No século XIX, vários povos ortodoxos, como gregos, búlgaros e sérvios, alegando que estavam sendo oprimidos pelos otomanos muçulmanos, travaram guerras de independência. A política britânica em relação à "Questão Oriental" e aos Bálcãs, em particular, oscilou entre o medo de que o declínio do poder otomano permitisse que o arqui-inimigo da Grã-Bretanha, a Rússia, preenchesse o vazio nos Bálcãs e no Oriente Próximo e uma preocupação humanitária com os povos cristãos oprimidos pelos otomanos.

#### Bulgária
Em 1876, uma revolta na Bulgária foi duramente reprimida, com o Estado otomano liberando os temidos  bashi-bazouks para empreender uma campanha de pilhagem, assassinato, estupro e escravização contra os búlgaros em uma série de massacres que chocou o Ocidente. O governo conservador do primeiro-ministro Benjamin Disraeli, que via o Império Otomano como um baluarte contra a Rússia, procurou negar os chamados "horrores búlgaros" com base na realpolitik. Em contrapartida, o líder liberal William Ewart Gladstone apoiou energicamente os povos dos Bálcãs que viviam sob o domínio otomano, divulgou os "horrores búlgaros" em seu famoso panfleto de 1876, The Bulgarian Horrors and the Question of the East, e exigiu que a Grã-Bretanha apoiasse a independência de todos os povos dos Bálcãs por motivos humanitários. Embora o governo de Disraeli apoiasse os otomanos, a campanha de Gladstone para divulgar as graves violações dos direitos humanos cometidas pelos otomanos e o apoio aos movimentos de independência dos Bálcãs não apenas o tornaram extremamente popular nos Bálcãs, mas também levaram a uma onda de anglofilia entre alguns cristãos dos Bálcãs, que admiravam a Grã-Bretanha como um país capaz de produzir alguém como Gladstone.
A anglofilia era rara nos Bálcãs no século XIX, pois os muçulmanos dos Bálcãs olhavam para o Império Otomano, enquanto os cristãos dos Bálcãs geralmente buscavam inspiração na França ou na Rússia. Gladstone se via como defensor dos direitos humanos, o que o levou, em 1890, a criticar as leis anti-chinesas na Austrália, alegando que os imigrantes chineses estavam sendo penalizados por suas virtudes, como a disposição de trabalhar duro, e não por supostos vícios. Da mesma forma, Gladstone se via como defensor dos direitos das pequenas nações, o que o levou a apoiar o "home rule" para a Irlanda (ou seja, devolver o poder de Westminster para um parlamento irlandês). Os mesmos princípios que levaram Gladstone a apoiar o home rule para os irlandeses e os direitos dos imigrantes chineses na Austrália fizeram com que ele simpatizasse muito com os povos dos Bálcãs.
Os anglófilos dos Bálcãs, como Vladimir Jovanović e Čedomilj Mijatović, na Sérvia; Ioannes Gennadius e Eleutherios Venizelos na Grécia e Ivan Evstratiev Geshov, na Bulgária, estavam todos inclinados a admirar o liberalismo britânico, especialmente do tipo gladstoniano. Além disso, todos os cinco homens mencionados viam a Grã-Bretanha como um exemplo de potência liberal, que havia criado com sucesso instituições destinadas a servir o indivíduo e não o Estado, o que os inspirou a criar instituições em suas próprias nações recém-independentes. Por fim, embora Venizelos, Geshov, Jovanović Gennadius e Mijatović fossem todos nacionalistas, de acordo com os padrões dos Bálcãs, eles eram nacionalistas tolerantes que admiravam o Reino Unido como um Estado que havia reunido ingleses, escoceses, galeses e irlandeses em paz e harmonia em um único reino (a exatidão exata dessa visão não vem ao caso, pois era assim que os britânicos eram vistos nos Bálcãs), e eles viam o sindicalismo britânico como um exemplo para suas próprias nações multiétnicas.

#### Sérvia
Um dos primeiros sérvios anglófilos foi o escritor, filósofo, tradutor e primeiro ministro da educação Dositej Obradović. Ele foi a primeira pessoa na história moderna da Sérvia a conectar as duas culturas.
Jovanović era um economista e político sérvio com visões liberais marcantes, muito influenciado pelo livro On Liberty ("Sobre a Liberdade"), de John Stuart Mill, de 1859, e por Gladstone, que defendia o ponto de vista de que a Grã-Bretanha deveria ser o modelo para a modernização da Sérvia, que havia emergido como um Estado independente de facto em 1817, depois de estar sob o domínio otomano desde 1389. Em 1863, Jovanović publicou em Londres o panfleto em inglês The Serbian Nation and the Eastern Question ("A nação sérvia e a questão oriental"), no qual procurou provar os paralelos entre as histórias britânica e sérvia, com ênfase na luta pela liberdade como a característica definidora da história de ambas as nações. Após seu retorno à Sérvia, Vladimir Jovanović deu uma palestra em Belgrado na qual dizia "Vamos dar uma olhada na Inglaterra, cujo nome é tão famoso. Circunstâncias afortunadas fizeram dela um país onde o progresso geral da humanidade foi alcançado da melhor maneira possível. Não há nenhuma verdade ou ciência conhecida que não tenha enriquecido a consciência popular na Inglaterra... Em uma palavra, todas as condições para o progresso que são conhecidas hoje estão presentes na Inglaterra."
O diplomata, economista e político Čedomilj Mijatović tornou-se anglófilo depois de se casar com uma mulher britânica, Elodie Lawton, em 1864. De 1884 a 1886, de 1895 a 1900 e de 1902 a 1903, Mijatović foi ministro sérvio em Londres e se envolveu muito em atividades culturais no país, gostando tanto da Grã-Bretanha que morou em Londres de 1889 até sua morte em 1932. Ele foi o tradutor mais prolífico de livros britânicos para o servo-croata e escreveu seis livros em inglês. Mijatović acreditava que a Grã-Bretanha tinha muito a ensinar à Sérvia e preferia traduzir livros para o servo-croata que promovessem os valores liberais. O liberalismo de Mijatović era tão grande que, quando participou da Conferência de Paz de Haia em 1899 representando a Sérvia, ele tentou fazer com que os delegados que representavam os estados asiáticos servissem como vice-presidentes das várias seções da conferência para proporcionar um grau de igualdade entre os europeus e os asiáticos. Sua proposta foi rejeitada por completo. Em 1912, Mijatović atribuiu seu liberalismo cosmopolita ao fato de ter morado em Londres e escreveu a um amigo na Sérvia: "Sou realmente um homem idoso, mas parece que nunca houve em meu coração simpatias mais vivas e generosas, não apenas pelos interesses e pelo progresso de nossa Sérvia, mas também pelos interesses e pelo progresso do mundo. Em Londres, um homem não pode deixar de se sentir como 'um cidadão do mundo', não pode deixar de enxergar horizontes mais altos, mais amplos e mais amplos." Como muitos outros anglófilos dos Bálcãs, Mijatović desejava uma união entre as Igrejas Ortodoxa Oriental e Anglicana e, em sua política, foi muito influenciado por Gladstone. Mijatović também escreveu vinte romances em sérvio, todos eles romances históricos inspirados no escritor favorito de Mijatović, Sir Walter Scott.
O escritor e político Ivan Geshov começou a aprender inglês aos 14 anos de idade e, aos 16 anos, mudou-se para Manchester e, posteriormente, estudou no Owen College. Durante seu período na Grã-Bretanha, Geshov relembrou: "Fui influenciado pela vida política e social inglesa em meio à qual estava me desenvolvendo. E o que mais permaneceu em minha mente foram os pensamentos e as obras de John Stuart Mill." Em 1885, a Sérvia atacou a Bulgária e foi derrotada. Geshov negociou o tratado de paz com seu colega anglófilo Mijatović, que este último relembrou em suas memórias: "O delegado da Bulgária, Geshov, e eu, que nutria admiração pelo povo britânico e por seus costumes, iniciamos imediatamente relações amistosas". Fortemente influenciado por Mill, Geshov era um defensor do liberalismo na Bulgária recém-independente e se manifestou a favor de reformas sociais e políticas. Em 1911, o anglófilo Geshov, que se tornou o primeiro-ministro búlgaro, iniciou conversas secretas com o primeiro-ministro grego Venizelos, também anglófilo, para a criação de uma Liga dos Bálcãs que expulsaria os otomanos dos Bálcãs. Na Primeira Guerra dos Bálcãs de 1912 a 1913, a Liga dos Bálcãs, formada por Sérvia, Bulgária, Grécia e Montenegro, infligiu uma série de derrotas aos otomanos no outono de 1912, expulsando-os quase que totalmente da região.

#### Grécia
Genádio era um grego rico e um bibliófilo famoso, educado no English Protestant College, em Malta, que se mudou para Londres em 1863, aos 19 anos de idade, onde trabalhou como jornalista em um jornal liberal, o The Morning Star. Após os assassinatos de Dilessi, em que um grupo de aristocratas britânicos foi assassinado por bandidos gregos, o que levou a um surto de agressão de gregos na Grã-Bretanha, Genádio publicou um panfleto Notes on the Recent Murders by Brigands in Greece ("Notas sobre os recentes assassinatos cometidos por bandidos na Grécia"), no qual defendia o povo grego das acusações feitas pela imprensa britânica de que todos os gregos eram bandidos. De 1875 a 1880, Genádio trabalhou na legação grega em Londres, onde fez um discurso em 1878: "Ele encontra em nós um eco ainda mais pronto, pois as duas nações, a grande Grã-Bretanha e a pequena Grécia, alcançaram a posição mais elevada entre os povos da Terra, em épocas diferentes, é verdade, mas pelas mesmas buscas de comércio e o mesmo amor pela civilização e pelo progresso". Genádio exerceu vários mandatos como ministro grego em Londres, casou-se com uma britânica em 1904, trabalhou arduamente para melhorar os laços intelectuais entre a Grécia e a Grã-Bretanha e ajudou a fundar a Sociedade de Estudos Helênicos em Londres e a Escola Britânica de Arqueologia em Atenas. Refletindo sua anglofilia, Genádio apoiou o ecumenismo, tentou realizar uma união entre as Igrejas Ortodoxas Orientais e a Igreja da Inglaterra e doou sua enorme coleção de 24.000 livros britânicos para o povo grego em uma biblioteca que recebeu o nome de seu pai, a Genádio.
Venizelos foi um político liberal grego que atuou como primeiro-ministro da Grécia várias vezes entre 1910 e 1933. Durante a Primeira Guerra Mundial, Venizelos tentou levar a Grécia para a guerra ao lado dos Aliados, causando um conflito com o rei germanófilo Constantino I e, portanto, levando ao Cisma Nacional entre os partidários do rei e do primeiro-ministro. Em 1915, Venizelos declarou em uma entrevista a um jornalista britânico: "Aconteça o que acontecer nas próximas semanas críticas, que a Inglaterra nunca se esqueça de que a Grécia está com ela, de coração e alma, lembrando-se de seus atos de amizade do passado em tempos de não menos dificuldade, e ansiando por uma união duradoura nos dias que virão". A disposição de Venizelos de desafiar o rei e fazer com que a Grécia lutasse no lado dos Aliados se deveu em parte à sua anglofilia, pois ele acreditava genuinamente que a Grã-Bretanha tinha muito a ensinar aos gregos. Isso o levou a ajudar a fundar a Fundação Educacional Anglo-Helênica em 1918. Ele acreditava que uma aliança com os britânicos permitiria que os gregos finalmente alcançassem a Megali Idea (a "Grande Ideia") de trazer os gregos da Anatólia para a Grécia sob o domínio otomano.

### Die Swingjugendeles zazous
No final da década de 1930, na Alemanha, surgiu uma contracultura juvenil chamada die Swingjugend ("A Juventude Swing"), um grupo de adolescentes alemães que não gostavam da Juventude Hitlerista e da Liga das Meninas Alemãs, mas que gostavam de se reunir e dançar ao som da mais recente "música inglesa" (que geralmente era o swing americano e o jazz), que era ilegal na época. A "Juventude Swing" geralmente vinha de famílias de classe média do norte da Alemanha. Hamburgo, a mais anglófila das cidades alemãs, era considerada a "capital" do movimento "Swing Youth". Os "Swing Youth" eram anglófilos que preferiam se vestir no "estilo inglês", com os rapazes usando casacos xadrez e chapéus homburg, carregando guarda-chuvas e fumando cachimbos, enquanto as moças usavam os cabelos enrolados e muita maquiagem. No Terceiro Reich, o "visual natural", sem maquiagem e com cabelos trançados, era o estilo preferido das mulheres, de modo que as "swing babies", como eram chamadas as mulheres da "Swing Youth", rejeitavam o que o regime havia prescrito para elas. Refletindo sua anglofilia, a "Swing Youth" muitas vezes preferia conversar e escrever entre si em inglês (o inglês e o francês eram idiomas amplamente ensinados no ginásio desde o início do século XX).
Nos primeiros cinco anos do Terceiro Reich, a propaganda nazista foi favorável à Grã-Bretanha, já que Hitler esperava uma aliança anglo-alemã, mas em 1938, quando ficou claro que a Grã-Bretanha não se aliaria à Alemanha, a propaganda do regime se tornou ferozmente anglófoba: uma grande campanha de ataque à Grã-Bretanha foi lançada no outono de 1938. Sob esse prisma, a anglofilia da Swing Youth pode ser vista como uma rejeição implícita do regime. Da mesma forma, a "Swing Youth" tendia a receber adolescentes judeus e Mischlinge ("mestiços") que quisessem participar de suas reuniões. O musicólogo alemão Guido Fackler descreveu a adoção da música americana e do "estilo inglês" pela Swingjugend da seguinte forma: "A Swingjugend rejeitou o Estado nazista, sobretudo por causa de sua ideologia e uniformidade, seu militarismo, o "princípio do Führer" e o nivelamento da Volksgemeinschaft (comunidade do povo). Eles sofreram uma enorme restrição de sua liberdade pessoal. Rebelaram-se contra tudo isso com o jazz e o swing, que representavam o amor à vida, a autodeterminação, o inconformismo, a liberdade, a independência, o liberalismo e o internacionalismo."
Apesar da declaração britânica de guerra à Alemanha em 3 de setembro de 1939, a "Swing Youth" continuou a adotar o "estilo inglês", o que levou o regime nazista a reprimir a "Swing Youth": em uma batida em 1941 em Hamburgo, cerca de 300 "Swing Kids" foram presos. Pelo menos setenta dos "Swing Youth", considerados líderes do movimento, foram enviados para campos de concentração. O movimento "Swing Youth" não era abertamente político, embora rejeitasse aspectos da ideologia nazista, mas a perseguição aos "Swing Youth" fez com que alguns [esclarecimento necessário] adotassem uma postura mais antinazista. Muito parecido com o Swing Youth foi o movimento Zazou, na França, que preferia se vestir no estilo inglês, com guarda-chuvas (vistos como um símbolo da britanidade na França), um acessório de moda popular, e seus cabelos penteados à moda de Oxford, gostavam de falar uns com os outros em inglês, pois era "mais legal", e, como seus colegas alemães, adoravam a música popular britânica e americana. A escritora francesa Simone de Beauvoir descreveu o visual dos zazou como "os rapazes usavam ternos sujos com calças drainpipe' sob suas jaquetas forradas de pele de carneiro e usavam muito brilho em seus cabelos longos; as moças preferiam blusas justas de gola rolê com saias curtas e largas e sapatos de plataforma de madeira, usavam óculos escuros com lentes grandes, maquiagem pesada e andavam de cabeça descoberta para mostrar seus cabelos tingidos, com uma mecha de tonalidade diferente".

### No leste da Ásia
Entre o povo karen da Birmânia, que foi convertido ao cristianismo por missionários britânicos no século XIX e há muito se sentia oprimido pelo Estado militarista birmanês, a anglofilia é muito comum. O mesmo ocorre com o povo xã: a partir da década de 1880, os filhos da elite xã foram educados no internato de estilo britânico em Taunggyi e em universidades na Grã-Bretanha, o que fez com que grande parte da elite xã se tornasse anglófila, valorizando a cultura britânica como se fosse sua. Os karens lutaram com os britânicos durante todas as três guerras birmanesas e, durante a Segunda Guerra Mundial, resistiram à propaganda pan-asiática dos japoneses, que conclamavam todos os asiáticos a se unirem sob a liderança do Japão. Os karens permaneceram leais aos britânicos e travaram uma guerra de guerrilha contra os japoneses. Um veterano karen da guerra explicou em uma entrevista de 2009 que ele havia resistido à propaganda pan-asiática dos japoneses porque era karen, um grupo, assim como os xã e os mon, que "realmente gostava" dos britânicos e preferia lutar ao lado de seus amigos. O veterano afirmou que, como karen, ele tinha que permanecer leal à Coroa Britânica.
Ainda em 1981, grande parte da liderança da elite karen foi descrita como "anglófila". Nos estados xã, que infelizmente fazem parte da Birmânia desde 1948, um homem xã, Sengjoe (a maioria dos xãs tem apenas um nome), disse ao jornalista americano Christopher Cox (em um inglês levemente quebrado) que a maioria dos xãs tinha saudades do Império Britânico: "O povo xã desfrutou de paz e prosperidade durante o domínio britânico, nos dias da colonização. Os idosos ainda falam disso com lágrimas nos olhos. Nós nos lembramos dos velhos tempos, quando os britânicos estavam governando. Era o melhor. Nós tínhamos paz. Tínhamos tranquilidade. Após a independência, temos todas as misérias impostas pelos birmaneses." Sengjoe só culpou os britânicos por não terem concedido a independência aos xã em 1948, ao concederem a independência à Birmânia, com os xã sendo incluídos na recém-independente Birmânia muito contra sua vontade.
Sangjoe reclamou que os xã haviam se mantido leais aos britânicos durante a Segunda Guerra Mundial e travado uma luta de guerrilha contra os japoneses, mas os birmaneses haviam colaborado com os japoneses. Sengjoe acusou os britânicos de traírem os xã ao incluí-los na Birmânia, um estado dominado por nacionalistas chauvinistas birmaneses, que haviam colaborado voluntariamente com os japoneses e queriam se vingar daqueles que haviam lutado contra eles na guerra.

### No Brasil
O escritor brasileiro Gilberto Freyre era um anglófilo conhecido. Freyre foi muito influenciado pelos escritores românticos e vitorianos britânicos do século XIX, especialmente pelo trabalho de Thomas Carlyle, John Ruskin e Herbert Spencer. Freyre veio do Nordeste do Brasil, que esteve sob forte influência econômica britânica no século XIX. Como muitos outros brasileiros da região, Freyre passou a associar a Grã-Bretanha à modernidade e ao progresso, um ponto de vista que Freyre expressou de forma mais notável em seu livro Ingleses no Brasil, de 1948. Ao promover sua teoria do luso-tropicalismo, na qual a miscigenação era apresentada como um bem positivo para o Brasil, Freyre foi influenciado por sua visão do Império Britânico como uma sociedade multiétnica e multirracial que tinha todos os tipos de povos diferentes, de várias línguas, etnias, raças e religiões, unidos em paz e harmonia em torno de uma lealdade comum à Coroa Britânica. Freyre argumentou que, assim como o Império Britânico havia unido os povos brancos, pardos, negros e asiáticos, o Brasil deveria ser um lugar que reunisse os descendentes dos índios, escravos africanos e imigrantes da Europa e da Ásia. Freyre frequentemente escrevia ensaios sobre personalidades britânicas, desde Florence Nightingale até Winston Churchill, e usava seus ensaios especialmente para promover escritores britânicos e irlandeses, como Sir Walter Scott, George Meredith, William Butler Yeats e James Joyce, todos então desconhecidos do público brasileiro.
Começando como esquerdista, Freyre saudou a vitória do Partido Trabalhista Britânico nas eleições de 1945 como a "revolução democrática socialista na Grã-Bretanha" que foi um ponto de virada na história mundial. Freyre previu com confiança que logo criaria um estado de bem-estar social humano, que seria imitado pelo resto do mundo.
Ele frequentemente elogiava a "grande tradição do socialismo inglês"; chamava Sir Stafford Cripps, o líder da facção de esquerda do Partido Trabalhista, de o político mais original da Grã-Bretanha e rejeitava Churchill como um reacionário "arcaico".
A figura intelectual brasileira Plinio Corrêa de Oliveira foi outro anglófilo conhecido, mas sua anglofilia era diferente da de Freyre. A anglofilia de Oliveira estava enraizada na tradição conservadora, semelhante à de Hippolyte Taine. Sua maior expressão disso está em sua carta curta, "Vocações dos povos europeus".
Por outro lado, figuras conservadoras brasileiras, como o presidente em exercício Jair Bolsonaro, saudaram o primeiro-ministro britânico Winston Churchill, do tempo da guerra, como uma influência em sua carreira política.

### Janeitesestadunisenses
O crítico cultural britânico Robert P. Irvine argumentou que a popularidade dos romances de Jane Austen e, mais ainda, as adaptações cinematográficas de seus romances, fizeram parte do "capital cultural" da "elite branca e anglófila da Costa Leste" nos Estados Unidos desde o final do século XIX. A esse respeito, Irvine citou a observação do crítico cultural americano Lionel Trilling em seu ensaio On Emma, de 1957, de que:"não gostar de Jane Austen é se colocar sob suspeita... de falta de educação". Irvine argumentou que os estadunidenses não podem abraçar inteiramente a sociedade ordenada e hierárquica da Grã-Bretanha da Regência retratada por Austen, pois ela vai diretamente contra o credo igualitário dos Estados Unidos, mas ao mesmo tempo esse mundo oferece um certo apelo a elementos nos Estados Unidos, que encontram nesse mundo um certo estilo, classe, elegância e uma profundidade de sentimento que não existe no seu próprio. O mundo retratado por Austen era um mundo com normas sociais claramente definidas e expectativas de comportamento adequado, especialmente no que diz respeito às relações entre os sexos, em que os homens são cavalheiros e as mulheres são damas, o que muitos estadunidenses acham atraente, especialmente durante movimentos como a da contracultura.
Irvine argumentou por muito tempo que muitos estadunidenses tinham uma nostalgia da sociedade ordenada que existia no Sul antes da Guerra Civil, conforme manifestado na popularidade do romance e das versões cinematográficas de E o Vento Levou, mas que, como essa sociedade era baseada na escravidão, expressar nostalgia pelo antigo Sul ficou fora de moda desde o movimento pelos direitos civis dos anos 1950-60. Dessa forma, Irvine argumentou que as adaptações cinematográficas dos romances de Austen ofereciam a melhor compensação para os estadunidenses que têm nostalgia de uma sociedade ordenada, já que a memória da Grã-Bretanha da Regência não carrega as conotações políticas e raciais ofensivas e carregadas que a memória do antigo Sul carrega. Irvine argumentou que, ao contrário da Grã-Bretanha, a popularidade dos filmes de Austen nos Estados Unidos, que começou na década de 1990, é vista como parte de uma "agenda cultural conservadora", já que a admiração por Austen é considerada parte do "capital cultural" das elites americanas. No entanto, Irvine argumentou que não se deve atribuir rapidamente a popularidade de Austen nos Estados Unidos a uma "anglofilia implicitamente racista".
Em vez disso, Irvine argumentou que a popularidade dos filmes de Austen nos Estados Unidos se deveu ao surgimento de uma sociedade ordenada, não baseada em terra e nascimento como nos romances, mas baseada em uma "hierarquia de lazer e consumo", onde a classe é "status conferido pelo dinheiro", em suma, uma sociedade muito parecida com os Estados Unidos modernos. Irvine argumentou que os estadunidenses geralmente não gostam de discutir o assunto de classe, pois isso sugere que os Estados Unidos não estão vivendo inteiramente de acordo com seus ideais igualitários e meritocráticos e, nesse aspecto, os filmes de Austen retratam um mundo definido pela classe de forma positiva, ao mesmo tempo em que são especificamente estrangeiros e distantes o suficiente no tempo para não oferecerem comentários sobre a América moderna. Por fim, Irvine argumentou que a popularidade dos filmes de Austen se deveu à representação de uma sociedade ordenada em que os principais problemas enfrentados pelos personagens são os relacionados ao amor romântico e em que tudo termina bem.
Observando que os Janeites (como são conhecidos os fãs de Austen) tendem a ser mulheres, Irvine comentou que os filmes de Austen, começando com a adaptação de Orgulho e Preconceito de 1995, têm com notável consistência "atendido aos desejos femininos e ao olhar feminino" ao retratar atores bonitos vestindo roupas justas e calças em uma "era em que os homens ainda podiam ser o locus da beleza". Irvine sustentou que os filmes de Austen têm o objetivo de agradar as espectadoras ao retratar o corpo masculino de uma forma normalmente associada ao corpo feminino e aos espectadores do sexo masculino. Irvine escreveu que o apelo de personagens como Mr. Darcy é o da "necessidade masculina absoluta e incondicionada por uma mulher", que muitas mulheres de ambos os lados do Atlântico consideram muito atraente. Por fim, Irvine argumentou que grande parte do apelo de Austen é que suas histórias apresentam heroínas que vivem em uma sociedade patriarcal em que o principal objetivo das mulheres é ser esposas e mães (fazendo com que o valor de uma mulher dependa principalmente de sua capacidade de se casar), que precisam navegar por regras sociais complexas para se afirmar e se casar com o homem certo: histórias que as mulheres consideram tão relevantes hoje quanto no século XIX.

### Hong Kong
Após a transferência de soberania de Hong Kong em 1997, jornalistas e repórteres estrangeiros descobriram que muitos honcongueses da geração mais velha continuam a demonstrar anglofilia e sentimentos de lealdade britânica, que se originam da nostalgia do período colonial britânico ou da percepção de que o domínio britânico era, em retrospecto, preferível à crescente subjugação da China continental, bem como do desejo de manter a soberania e uma identidade distinta da de Pequim. O advogado e político pró-democracia Martin Lee foi citado como exemplo de anglófilo, assim como a ativista social Grandma Wong, que é conhecida por agitar uma bandeira britânica em seus protestos e expressou seu apreço pelo período colonial.
Os comentaristas sociais observaram expressões contínuas de anglofilia na geração do milênio de cidadãos de Hong Kong que nasceram após a transferência ou que eram jovens demais para se lembrar dela, e que os honcongueses mais jovens exibiram o simbolismo britânico em comícios pró-democracia em atos de oposição ao campo pró-Pequim e nas mídias sociais, referindo-se a si mesmos como "honcongueses britânicos" ("British Hongkongers"), ou têm um interesse histórico na cultura local britânica em Hong Kong antes da transferência. Outros, embora não desejem um retorno ao domínio britânico total, citaram seu apreço pelo fato de a lei básica de Hong Kong ter sido derivada da lei comum britânica (principalmente inglesa). Yeung Sum argumentou que a administração colonial britânica levou a um "sistema jurídico bem estabelecido e a uma infraestrutura social de classe mundial" em Hong Kong, que ainda é vista com carinho por alguns habitantes de Hong Kong.

### Kosovo
Após a Guerra de Kosovo, havia cerca de 19.000 soldados britânicos na Força de Kosovo, cuja principal missão era fornecer segurança na região. Durante uma partida de futebol entre a Inglaterra e Kosovo, em novembro de 2019, as ruas de Pristina se encheram de faixas com o slogan "Welcome & Respect" ("Boas-vindas & respeito"), além do hasteamento das bandeiras inglesas e mensagens de agradecimento.

## Anglófilos notáveis
- Gillian Anderson, atriz anglo-americana.[91]
- Esperanza Aguirre, política espanhola.[92]
- Abubakar Tafawa Balewa, primeiro-ministro nigeriano.[93]
- Drew Barrymore, atriz americana.[91]
- Justin Bieber, cantor canadense.[94]
- Kate Bosworth, atriz americana.[91]
- Bill Bryson, escritor americano.[95][96]
- Tim Burton, cineasta americano.[97]
- Kim Cattrall, atriz anglo-canadense.[91]
- Tom Clancy, escritor americano.[95]
- Tom Cruise, ator americano
- Johnny Depp, ator americano.[95]
- Cameron Diaz, atriz americana.[98]
- Jason Donovan, ator e cantor australiano.[98]
- Drake, rapper canadense.[99]
- Kirsten Dunst, atriz americana.[91]
- Lady Gaga, cantora americana.[97]
- John Paul Getty Jr., filantropo britânico.[100]
- Maggie Grace, atriz americana.[91]
- John Grant, músico americano.[101]
- Maggie Gyllenhaal, atriz americana.[102]
- Charlton Heston, ator americano.[95]
- Kate Hudson, atriz americana.[98]
- Angelina Jolie, atriz americana.[98]
- John Krasinski, ator americano.[103]
- Jennifer Lawrence, atriz americana.[94]
- Martin Lee, político e advogado de Hong Kong.[104]
- Lee Kuan Yew, primeiro-ministro de Cingapura.[105]
- Jennifer Lopez, cantora americana.[98]
- Lorde, cantora neozelandesa.[94]
- Courtney Love, cantora americana.[91]
- Elle Macpherson, modelo australiana.[98]
- Madonna, cantora americana.[95]
- Rachel McAdams, atriz canadense.[98]
- Elizabeth McGovern, atriz americana.[97]
- Paul Mellon, filantropo americano.[106]
- Kylie Minogue, cantora australiana.[98]
- Mike Myers, ator anglo-canadense.[91]
- Imperador Naruhito, imperador japonês.[95][107]
- Gwyneth Paltrow, atriz americana.[95]
- Katy Perry, cantora americana.[94]
- Brad Pitt, ator americano.[98]
- Rihanna, cantora de Barbados.[98]
- David Schwimmer, ator americano.[108]
- Garfield Sobers, jogador de críquete de Barbados.[109]
- Kevin Spacey, ator americano.[91]
- Britney Spears, cantora norte-americana.[98]
- Nicki Minaj, rapper de Trinidad e Tobago.[110]
- Gwen Stefani, cantora americana.[97]
- Kristen Stewart, atriz americana.[98]
- George Takei, ator americano.[95][111]
- Quentin Tarantino, cineasta americano.[98]
- Elizabeth Taylor, atriz anglo-americana.[98]
- Tunku Abdul Rahman, primeiro-ministro da Malásia.[112]
- will.i.am, rapper americano.[113]
- Brian Cox, ator escocês.[114]
- Hayley Williams, cantora americana.[94]